# Orthaea
Orthaea je rod rostlin z čeledi vřesovcovité. Jsou to pozemní nebo epifytické dřeviny, rostoucí v počtu 37 druhů v horských lesích tropické Střední a Jižní Ameriky. Mají střídavé jednoduché listy a trubkovité nebo baňkovité květy. Plodem je bobule.

## Popis
Zástupci rodu Orthaea jsou převážně keře, výjimečně i malé stromy dorůstající výšky max. 4 metry. Koření v zemi nebo rostlou jako epifyty, což je závislé zejména na vlhkosti prostřední a otevřenosti jejich stanoviště. Mají jednoduché, střídavé (výjimečně vlivem zkrácení internodií téměř vstřícné) listy. Květy jsou pravidelné, pětičetné, v hroznovitých květenstvích. Kalich je srostlý, většinou válcovitého tvaru. Koruna je většinou červená nebo růžová s bělavým zakončením, dužnatá, válcovitá až baňkovitá, zakončená trojúhelníkovitými až vejčitými zuby. Tyčinek je 10 a mají krátké nitky. Semeník je spodní, srostlý z 5 plodolistů obsahujících větší počet (30 až 50) vajíček. Čnělka je nevětvená, zakončená drobnou bliznou. Plodem je tmavě zbarvená, většinou purpurová nebo černá bobule.

## Rozšíření
Rod zahrnuje 37 druhů. Je rozšířen výhradně v Americe od jihozápadního Mexika přes Střední Ameriku po severní a západní oblasti Jižní Ameriky (od Guyany a Venezuely přes Kolumbii a Peru po Bolívii). V Brazílii ani na Karibských ostrovech se nevyskytuje.
Rostliny rostou v horských lesích v nadmořských výškách do 3300 metrů. Většina druhů se vyskytuje v tropických Andách od Kolumbie po střední Bolívii. Zpravidla rostou na okrajích primárních lesů, některé druhy mohou být nalezeny i v sekundární vegetaci.

## Taxonomie
Rod Orthaea je v rámci čeledi Ericaceae řazen do podčeledi Vaccinioideae a tribu Vaccinieae.
V roce 2000 do něj byl vřazen rod Findlaya. Výsledky fylogenetických studií ukazují, že rod Orthaea je nadále parafyletický. Druhy z Guyanské vysočiny tvoří samostatný klad a v budoucnu budou pravděpodobně odděleny do samostatného rodu.

## Význam
Rostliny nemají hospodářský význam, ani se nepěstují jako okrasné rostliny. Nejsou uváděny ze sbírek žádné české botanické zahrady.